# Договор от Нови Сад
Договорът от Нови Сад или още и Новосадският договор е споразумение подписано на 10 декември 1954 г. в Нови Сад между тогавашните основни хърватски, сръбски, босненски и черногорски лингвисти с цел регулация посредством стандартизация на общ сърбохърватски език.

## Предистория
Виенският книжовен договор от 1850 г. полага началото на процеса на обединение на хърватския и сръбския езици в един общ сърбо-хърватски език. Като основа за общия стандартизиран език е взет народния източнобосненски говор на Босна и Херцеговина и западна Сърбия, характеризиращ се като т.нар. щокавски диалект от йекавското произношение. Под влияние на тези идеи, както и на господстващата по него време в Югославия марксистко-ленинска идеология, тогавашните югославски езикови идеолози решават да реформират отново сръбския и хърватския езици в посока на поредното второ ново сближение, този път в средата на 20 век. Вследствие от езиковата реформа международната лингвистика през следващите десетилетия възприема сърбохърватския, като един език на сърби и хървати, а и на бошняци и черногорци.
Предходно, по времето на Кралство Югославия, езиковото обединение също е било наложено от властите в Белград. След разпадането на Кралство Югославия започва самостойно развитие на езиците на сръбски и хърватски, още повече, че усташите след като идват на власт в Хърватия отново потвърждават самостоятелността на хърватския език.

## Реакции
Новосадските книжовни съборни решения срещат още на времето си неодобрение и на запад и на изток. През 1967 г. 19 хърватски културни учреждения излизат с декларация, че решенията в същност обслужват сръбската експанзионистична политика за асимилация посредством езика. Хърватските културтрегери искат равноправие между сръбския, хърватския, словенския и македонския езици в Югославия.
Някои босненски писатели като Алия Исакович също критикуват новия книжовен договор, който е в същност втория политически книжовен проект в рамките на два века. Бошняците критикуват книжовната реформа от позицията, че тях никой не ги е питал за мнението им по въпроса за единния сръбскохърватски книжовен език, и че Босна и Херцеговина не е взела участие в решаването на този въпрос, както и че е трябвало да бъде уважавано и тяхното становище.